# Jan Matejko
Jan Alojzy Matejko, o Jan Mateyko (Cracovia, 24 giugno 1838 – Cracovia, 1º novembre 1893), è stato un pittore polacco.
È famoso per le sue opere raffiguranti personaggi storici e scene di battaglia, come ad esempio la battaglia di Grunwald.
Fu il destinatario di uno dei biglietti della follia di Friedrich Nietzsche.

## Biografia

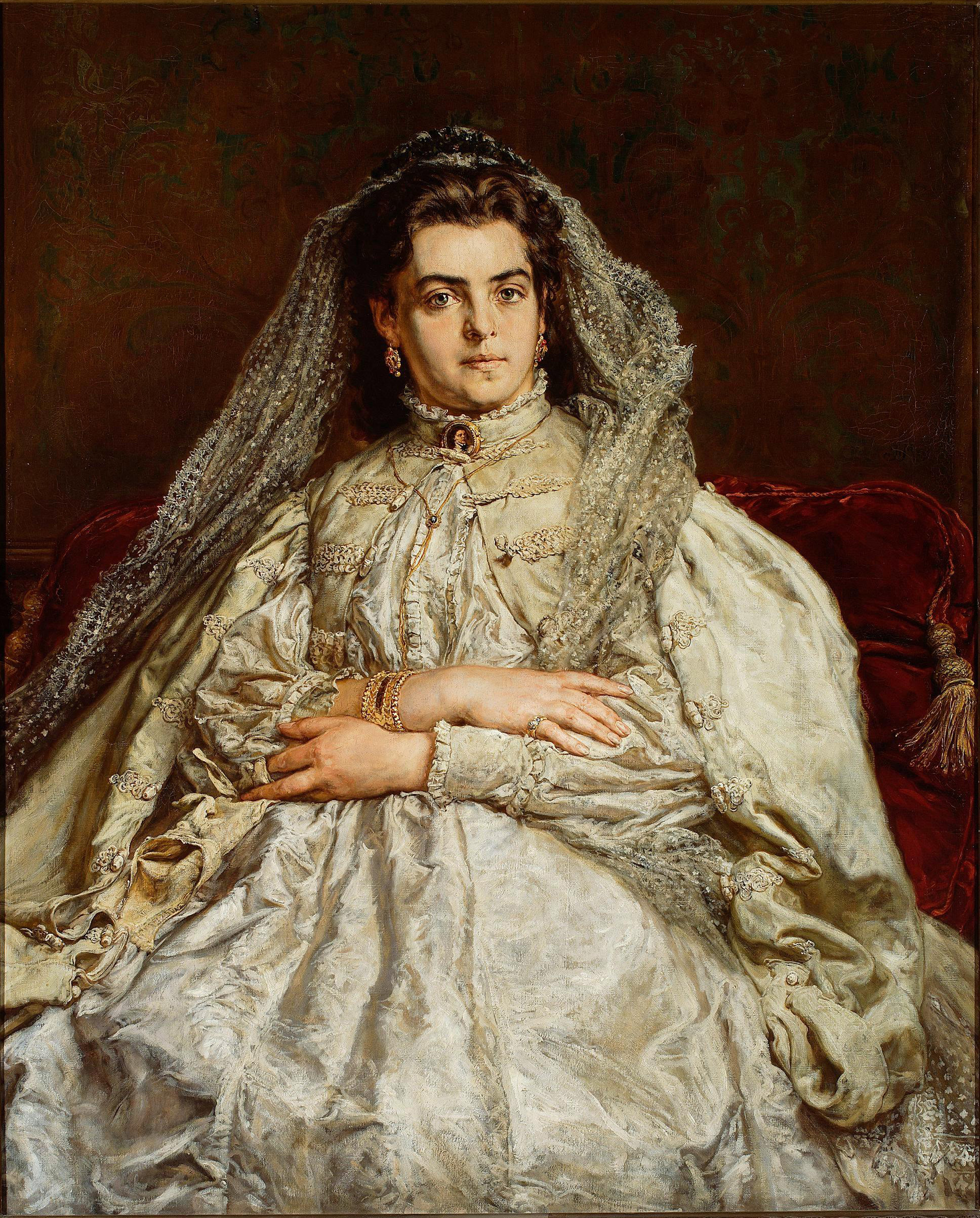
Ritratto della moglie Teodora (1879).

Studiò dal 1852 al 1858 alla Scuola di Belle Arti di Cracovia e, durante questo periodo, iniziò a presentare i suoi dipinti storici nell'ambito della Società degli Amici delle Belle Arti. Dopo aver poi studiato a Monaco (1859) alla scuola del pittore storico Hermann Anschütz (1802-1880) e quindi a Vienna, ma più brevemente e con meno successo, Matejko tornò a Cracovia, dove continuò a lavorare per il resto della sua vita. 
Sposò Teodora Giebułtowska il 21 novembre 1864, dalla loro unione nacquero cinque figli: Tadeusz, Helena, Beata, Jerzy e Regina.La moglie sarà più volte ritratta dall'artista. Dal 1872 al 1892 fu nominato direttore della Scuola di Belle Arti, che rischiava la chiusura, riuscendo a mantenerla aperta e rifiutandone l'acquisizione da parte dell'Accademia di Belle Arti di Praga. L'istituto nel 1979 prese il suo nome.
Nel 1860 Matejko pubblicò un album illustrato: Ubiory W Polsce ("Costumi in Polonia tra il 1200 e il 1795"; le edizioni successive furono del 1875 e del 1901), un progetto che rifletteva il suo estremo interesse per le rievocazioni storiche e il suo desiderio di suscitare lo stesso interesse e patriottismo nel popolo polacco.

Battaglia di Grunwald (1878).

Questo ruolo di "scuotitore delle coscienze patriottiche" venne più fortemente associato a Matejko con la produzione dei dipinti raffiguranti Stańczyk (1862 - esposto al Museo Nazionale di Varsavia),  il giullare di corte del re Sigismondo I (XV e XVI secolo), al quale Matejko conferì le proprie sembianze.
Il giullare è mostrato come simbolo della coscienza nazionale: siede tristemente su una sedia discosto dagli altri personaggi, l'unico a presagire che gli eventi durante le guerre contro Mosca avrebbero alla fine portato alla tragedia.

## Assistenti del pittore
- Józef Mehoffer
- Stanisław Wyspiański

## Discepoli
- Maurycy Gottlieb
- Jacek Malczewski
- Witold Pruszkowski
- Leon Wyczólkowski
- Stanislaw Wyspianski

## Curiosità
Nel numero 89 della rivista "Computer Grafica - Tecnica e Applicazioni" edito da ImagoEdizioni è stato ricostruito in 3d il dipinto La battaglia di Grunwald.

## Galleria d'immagini

La battaglia di Grunwald
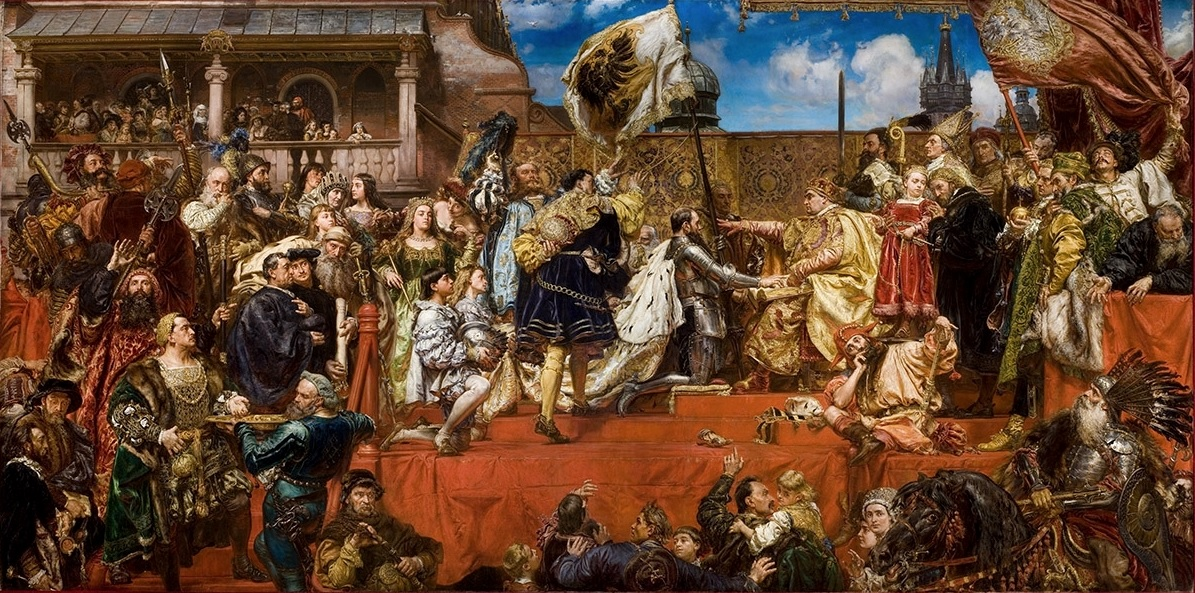
Hołd pruski
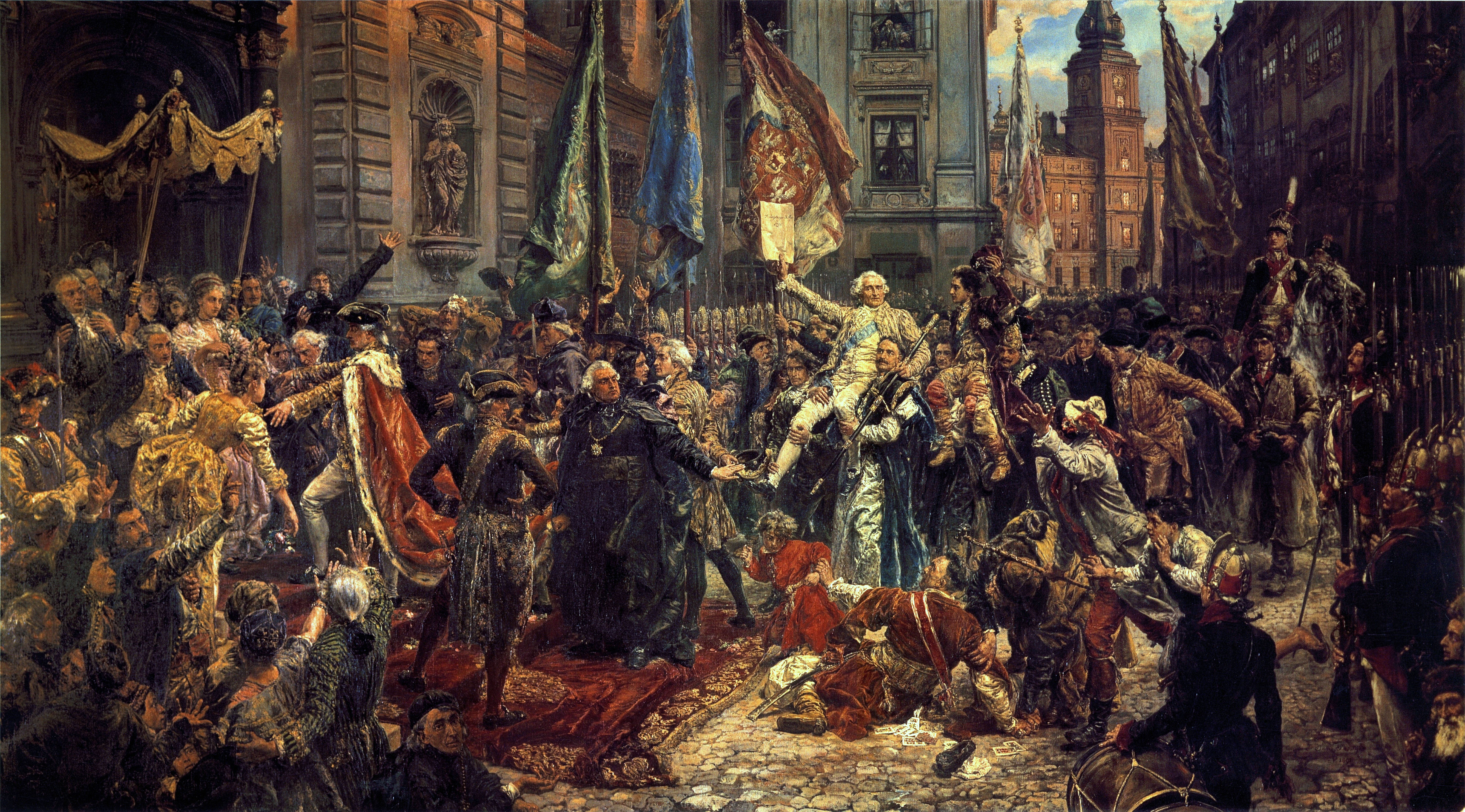
Costituzione Polacca di maggio
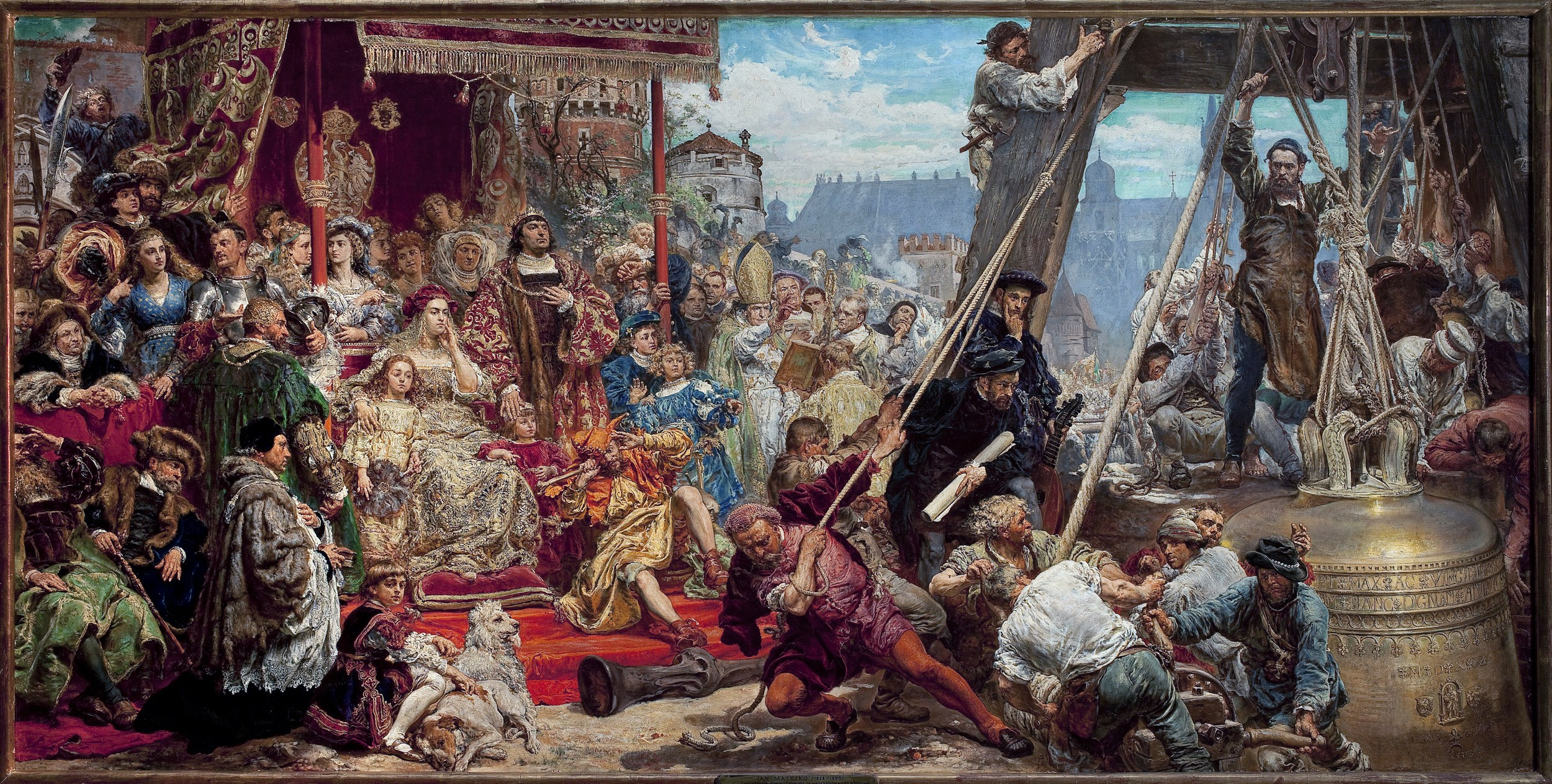
Zawieszenie dzwonu Zygmunta
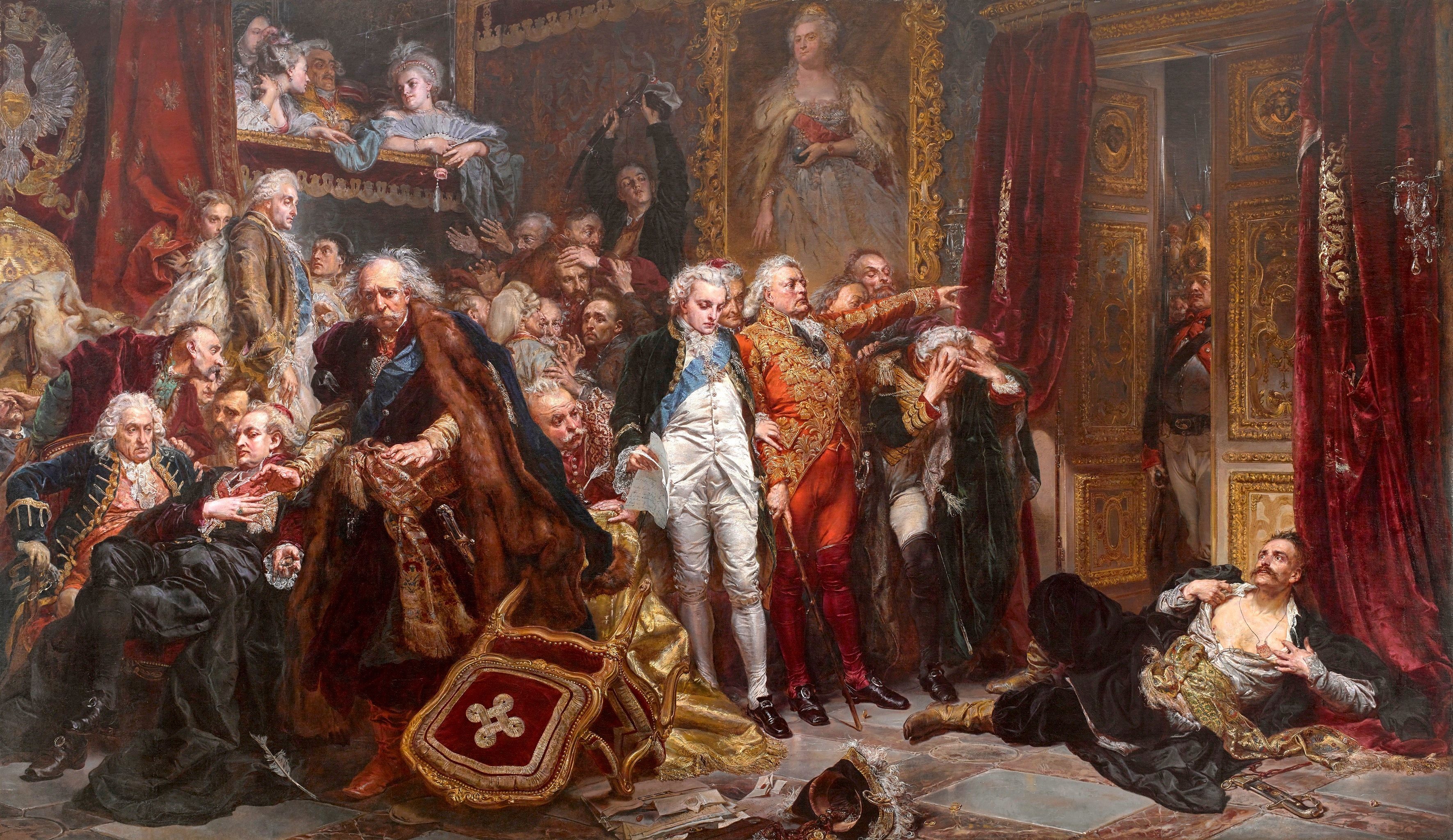
Rejtan
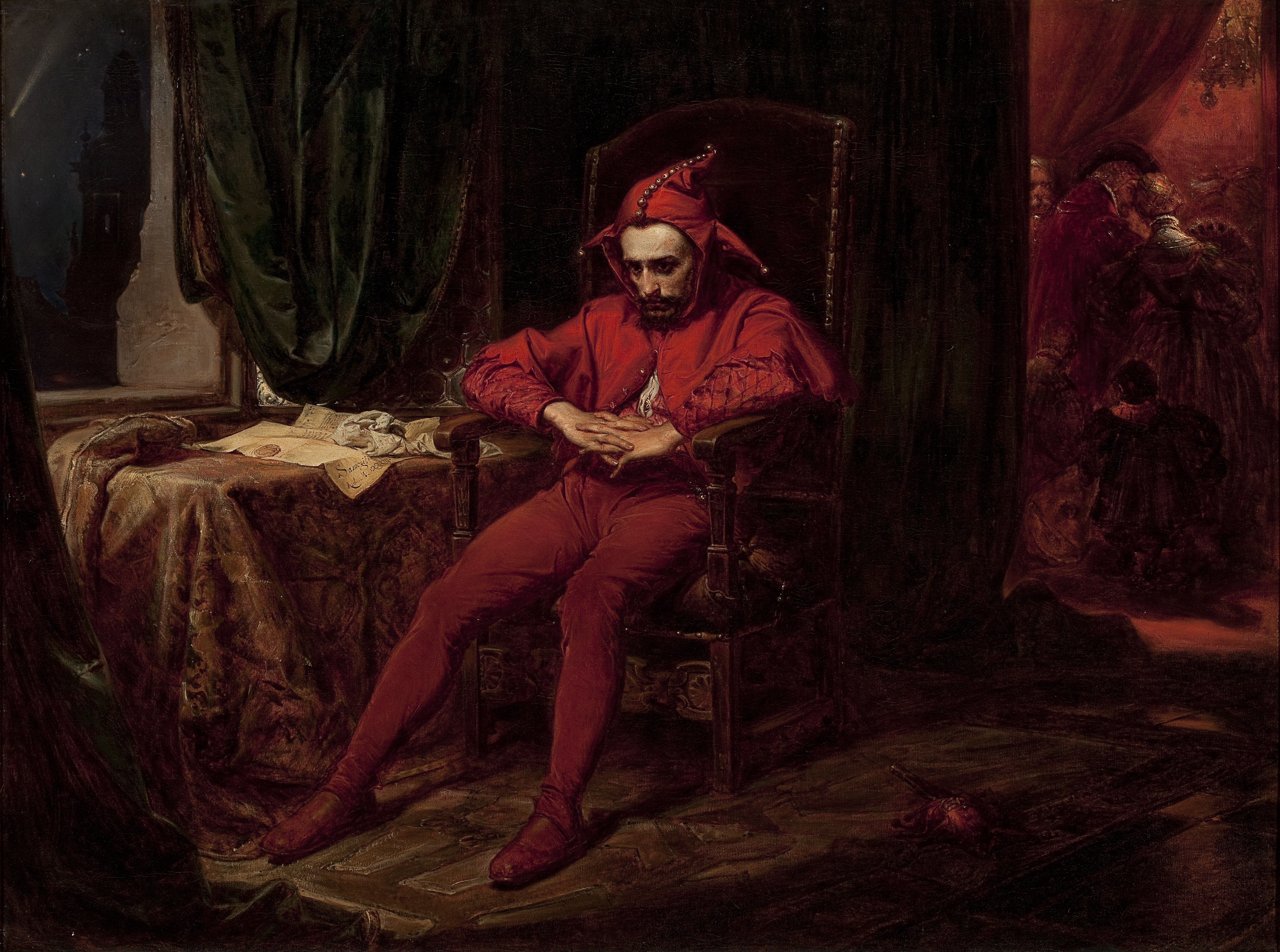
Stańczyk
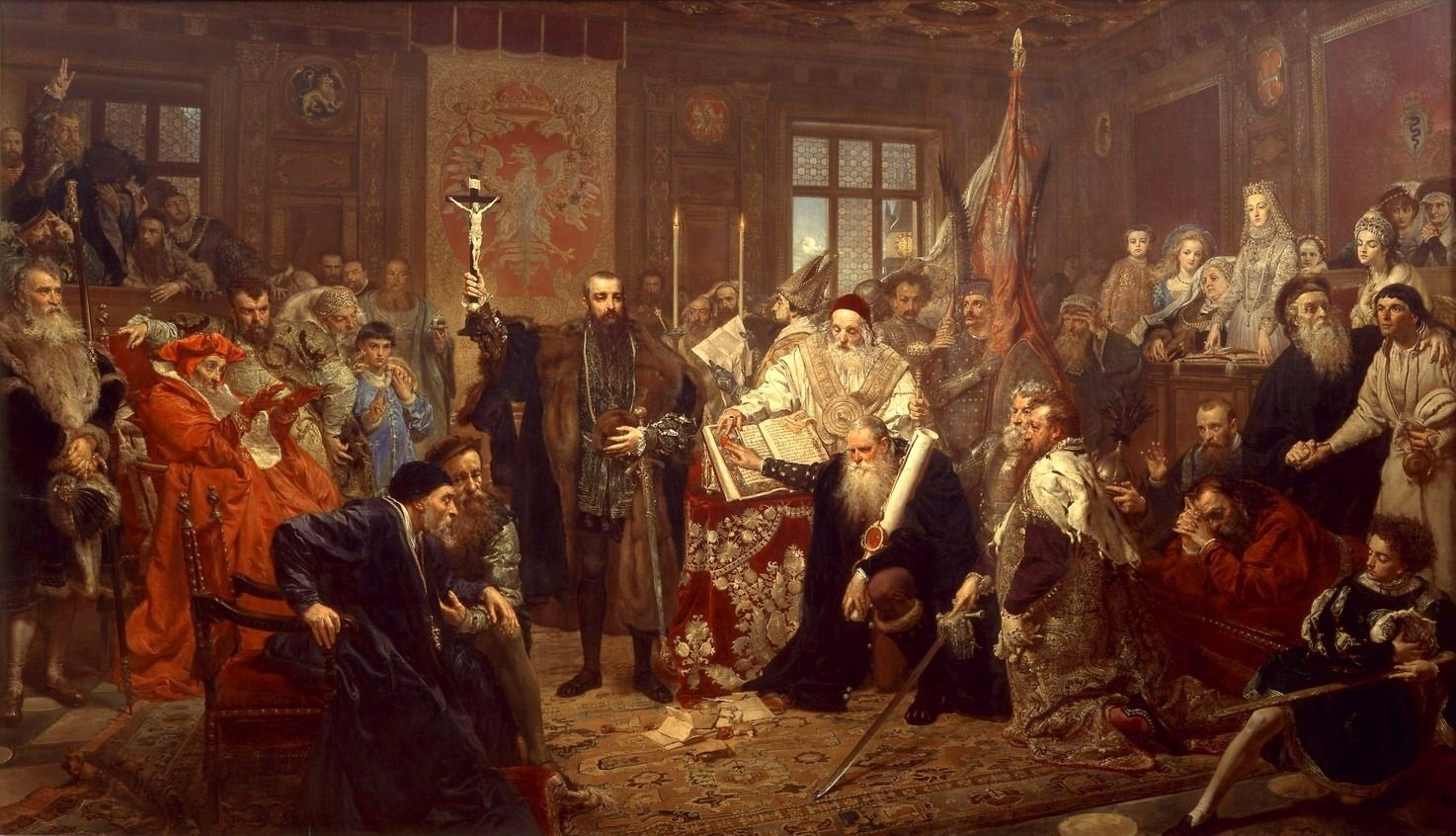
Unione di Lublino
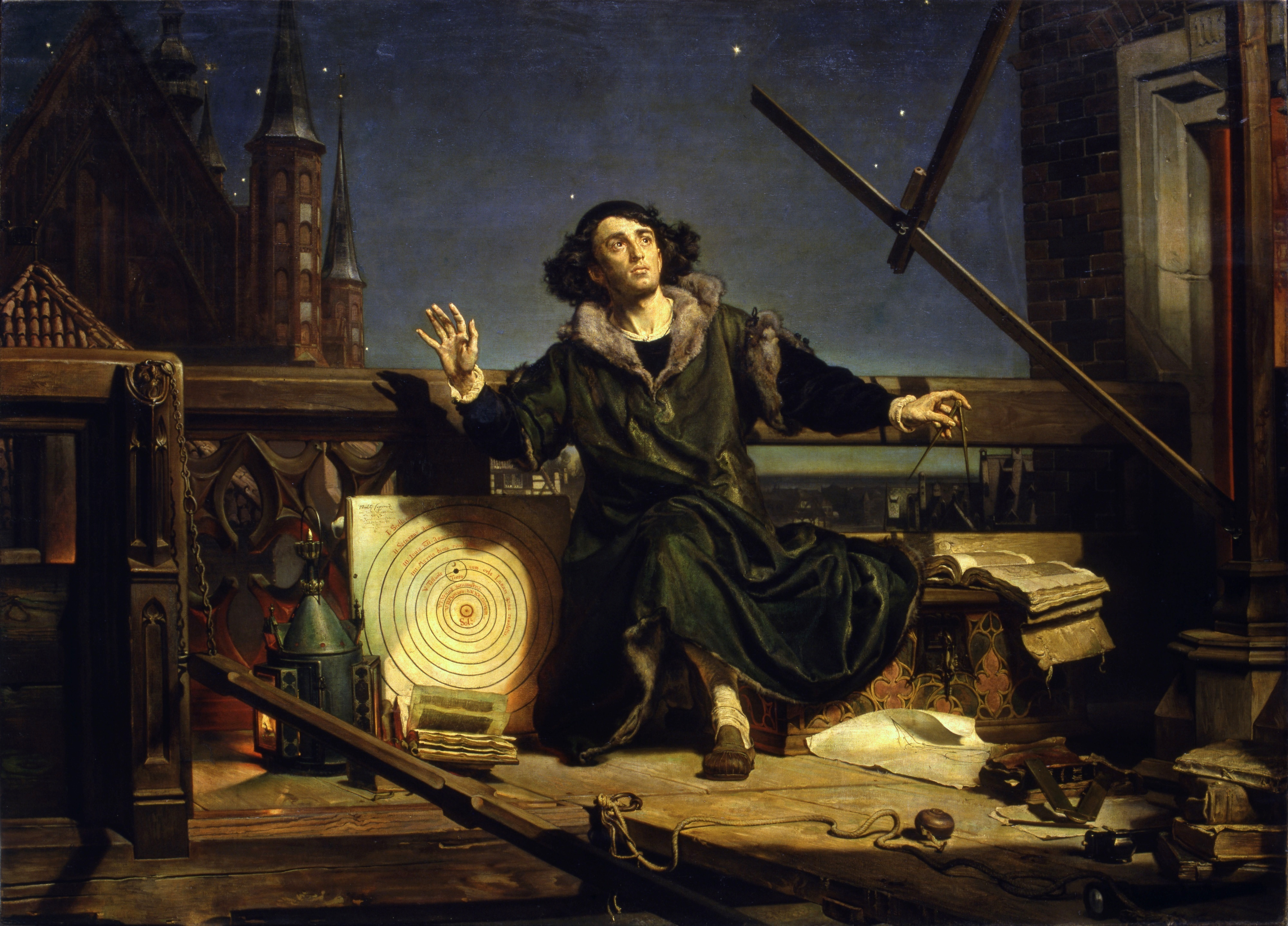
Nicolò Copernico
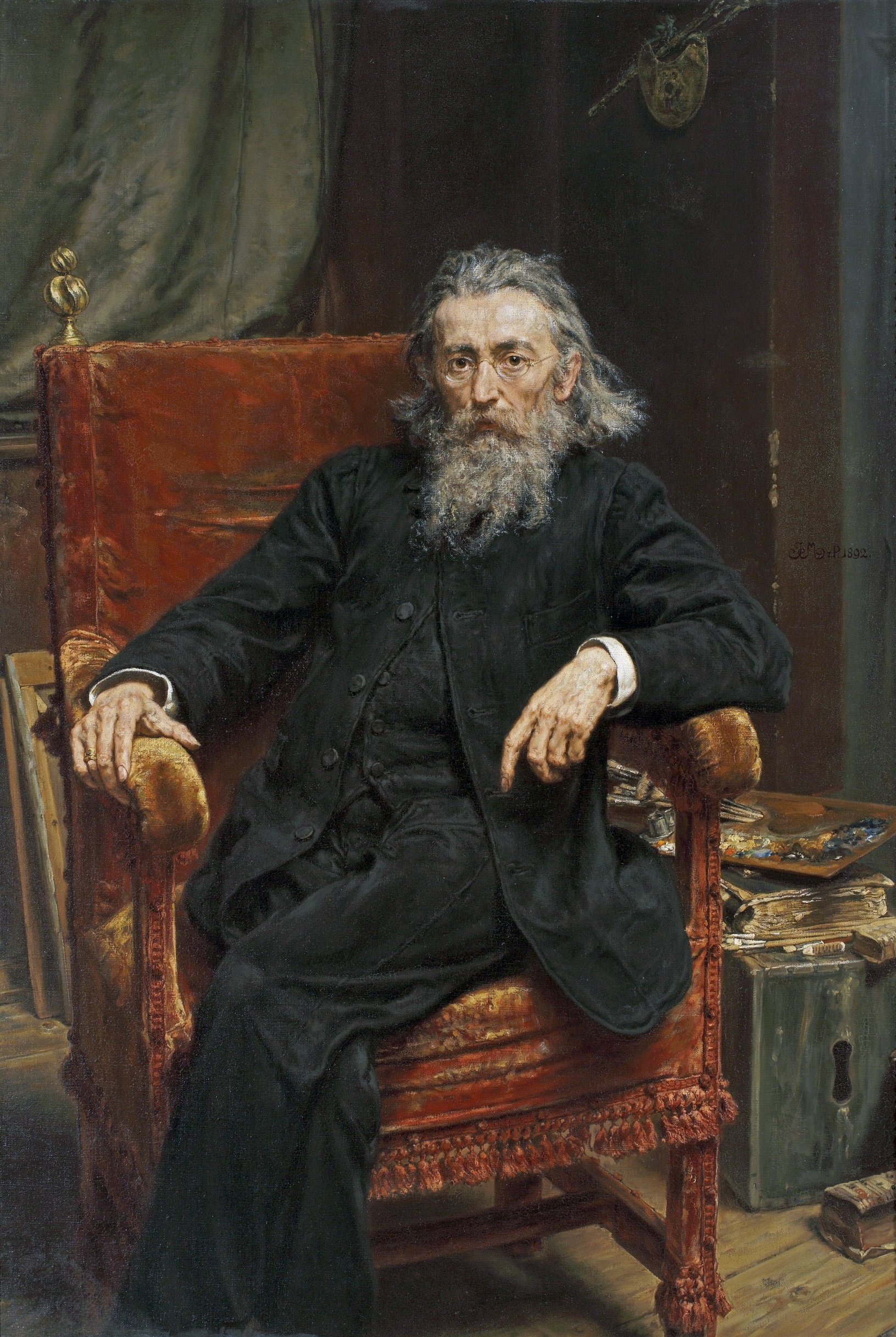
Autoritratto (1892)